# Susanne Schädlich
Susanne Schädlich (* 29. November 1965 in Jena) ist eine deutsche Schriftstellerin und literarische Übersetzerin.

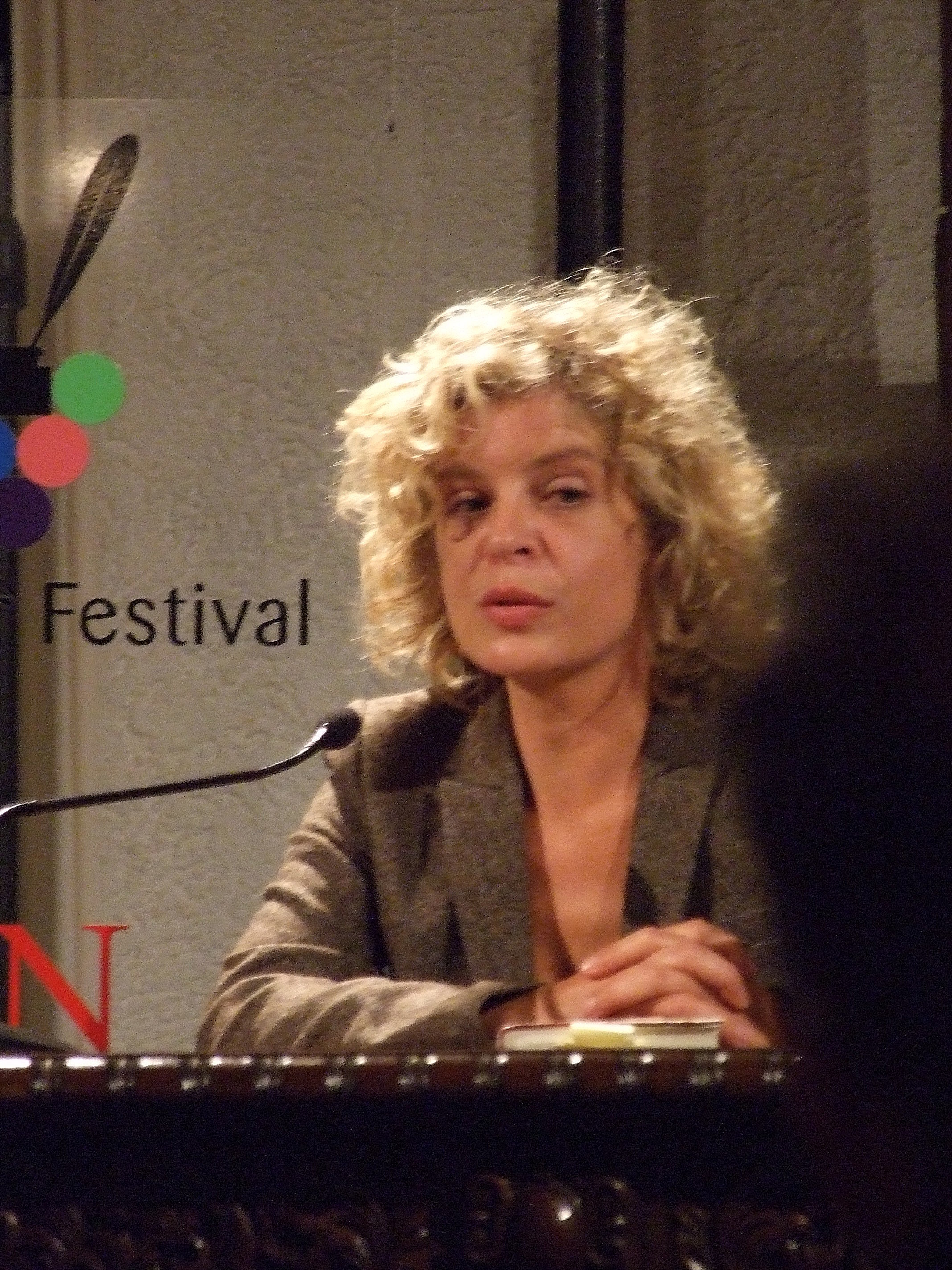
Susanne Schädlich (beim Rheingau Literatur Festival 2009)

## Leben und Wirken
Susanne Schädlich wurde 1965 in Jena geboren, wuchs aber überwiegend im Märchenviertel in Berlin-Köpenick auf. Ihr Vater ist der Schriftsteller Hans Joachim Schädlich, ihre Mutter die Verlagslektorin Krista Maria Schädlich. Sie ist die Enkelin des Jenaer Hochschullehrers Arno Hübner. Im Dezember 1977 reiste sie mit den Eltern und der jüngeren Schwester aus der DDR in die Bundesrepublik aus, zuerst nach Hamburg, dann nach West-Berlin. Nach elf Jahren Bundesrepublik ging Susanne Schädlich in die USA, nach Los Angeles. Es entstanden erste literarische Übersetzungen. Susanne Schädlich arbeitete u. a. am Max Kade Institute for Austrian-German-Swiss Studies. 1995 erhielt sie ein Stipendium der University of Southern California. Sie studierte Neuere Deutsche Philologie. 1999 kehrte sie nach Deutschland zurück. Seither lebt sie in Berlin.
2009 veröffentlichte Susanne Schädlich die autobiografische Erzählung Immer wieder Dezember. Der Westen, die Stasi, der Onkel und ich. Darin rollt sie die Geschichte ihrer Familie und die ihres vertrauten Onkels Karlheinz Schädlich auf, der die Familie als Inoffizieller Mitarbeiter der „Stasi“ jahrelang bespitzelte. 2014 erschien ihr Roman Herr Hübner und die sibirische Nachtigall.
Auf ihrem 2017 erschienenen Buch Briefe ohne Unterschrift. Wie eine BBC-Sendung die DDR herausforderte beruhte eine gleichnamige Ausstellung im Museum für Kommunikation in Berlin und 2021 in Frankfurt. Im April 2021 war Susanne Schädlich Gast im Podcast „111 Kilometer Akten“ des Stasi-Unterlagen-Archivs.
In Kabarett der Namenlosen von 2025 erzählt sie die Geschichte bis 1939 nach Amerika emigrierter deutsch-jüdischer Regisseure, Schauspieler, Schriftsteller, so das Schicksal von Leopold Jessner, bis 1930 hochangesehener erster Generalintendant des Preußischen Staatstheaters in Berlin, der wie viele andere in den Vereinigten Staaten nicht Fuß fassen konnte.

## Auszeichnungen
Preise und Stipendien
- 2009: Nominierung für den Geschwister-Scholl-Preis (Mit Immer wieder Dezember.)
- 2010: Max Kade German Writer in Residence am Dickinson College Carlisle (USA)[5]
- 2011: Max Kade German Writer in Residence am Oberlin College, Ohio (USA)[6]
- 2011/ 2012: Literaturstipendium der Stiftung Preußische Seehandlung
- 2012: Literaturstipendium der Stadt Berlin
- 2015: Johann-Gottfried-Seume-Literaturpreis
- 2018: Stipendium der Konrad-Adenauer-Stiftung
- 2022: Alfred-Döblin-Stipendium
- 2025: Literaturstipendium Stiftung Preußische Seehandlung

## Werke

### Romane und Erzählungen
- November. In: Wolf Biermann und andere: Die Ausbürgerung. Anfang vom Ende der DDR. Fritz Pleitgen (Hrsg.). Ullstein, Berlin 2001, ISBN 3-89834-044-9, S. 168–171.
- Karen Horney – die Rivalin Freuds. Kreuz, Stuttgart 2006, ISBN 3-7831-2709-2.
- Nirgendwoher, irgendwohin. Roman. Plöttner, Leipzig 2007, ISBN 978-3-938442-30-2.
- Familienstücke – eine Spurensuche. Mit Daniel Hope. Biografie. Rowohlt, Reinbek bei Hamburg 2007, ISBN 978-3-499-62216-8.
- Immer wieder Dezember – der Westen, die Stasi, der Onkel und ich. Droemer, München 2009, ISBN 978-3-426-27463-7. / Erweiterte Ausgabe 2014, ISBN 978-3-426-78684-0.[7]
  - Mijn oom, vriend en verrader – hoe de Stasi mijn familie ontwrichtte. Niederländisch von Henriëtte van Weerdt-Schellekens. Cossee, Amsterdam 2009.[8]
- Westwärts, so weit es nur geht. Eine Landsuche. Droemer, München 2011, ISBN 978-3-426-27543-6.[9]
- Herr Hübner und die sibirische Nachtigall. Roman. Droemer, München 2014, ISBN 978-3-426-19975-6.
- Kabarett der Namenlosen. Arco Verlag, Wuppertal, 2025, ISBN 978-3-96587-065-9.

### Sachbuch
- Briefe ohne Unterschrift. Wie eine BBC-Sendung die DDR herausforderte. Knaus, München 2017, ISBN 978-3-8135-0749-2.
- Ein Spaziergang war es nicht – Kindheiten zwischen Ost und West (hrsg. von Anna Schädlich und Susanne Schädlich) Heyne 2012, ISBN 978-3-641-07313-8.

### Übersetzungen
- Nadez̆da Obradović (Hrsg.): Die Suche nach dem Regengott. Afrikanische Kurzgeschichten. Econ, Düsseldorf 1994, ISBN 3-612-27162-8.
- Robert Hellenga: Das verbotene Buch der Lüste. Roman. Marion von Schröder, Düsseldorf 1996, ISBN 3-547-74254-4. / Heyne, Düsseldorf 1998, ISBN 3-453-13099-5.
- Aron Ralston: Im Canyon: Fünf Tage und Nächte bis zur schwierigsten Entscheidung meines Lebens. Ullstein, Berlin 2005, ISBN 3-550-07620-7.
  - Sonderausgabe: 127 Hours – Im Canyon: Fünf Tage und Nächte bis zur schwierigsten Entscheidung meines Lebens. Ullstein, Berlin 2011, ISBN 978-3-548-37408-6.
- Herr Ober: Die Rechnung bitte. Bekenntnisse eines Kellners. Knaur, München 2010, ISBN 978-3-426-78313-9.[10]
- Nicholas Evans: Die wir am meisten lieben. Aufbau, Berlin 2011, ISBN 978-3-352-00815-3.
- Sheila Bugler: Nebelspiel. Aus dem Englischen von Susanne Schädlich. Droemer Kanur, 2016, ISBN 978-3-426-51655-3.